# Црвена Јабука (Бабушница)
Црвена Јабука је насеље у Србији у општини Бабушница у Пиротском округу. Према попису из 2022. има 17 становника.
Црвена Јабука је планинско село смештено у долини горњег тока реке Тегошнице. Село се налази у подножју планина Тумба, Таламбас и Црни Врх, неколико километара од Бугарске границе.

## Прошлост
Место је 1879. године било у саставу среза Власотиначког. Ту је пописано 97 кућа са 1081 душом, од којих је шест писмених мушкараца а број пореских глава износио 262.
Општину Црвенојабучку, у срезу Лужничком са седиштем у Бабушници, су 1901. године чинила села: Црвена Јабука ка седиште, и Раков до и Радосин.
У Црвеној Јабуци је Храм Светих цара Константина и царице Јелене у Црвеној Јабуци. Освећењу сеоске цркве присуствовали су краљ Александар Обреновић и краљица Драга који су том приликом поклонили цркви два звона.
Школство у Црвеној Јабуци почиње да се развија од средине 19. века. Тада је имућнији мештанин Петко Илић 1852-1853. године, за учење свог стасалог сина ангажовао писменог суграђанина. Тај први и то приватни учитељ био је сељак Станоје Крстић, који је међутим завршио школу у Пироту. Газда Петко је примио код себе младог Станоја, на стан и храну, плаћајући га приде са још 500 гроша годишње. Ту су поред Петковог сина и друга деца могла да се уче и то бесплатно, током две године - до 1854. Учитељ Крстић је предавао по старом систему, учећи децу из Буквара, Псалтира и Часловца.
Када се 1854. године показала црквина на Јасењу у Црвеној Цркви, побожни мештани су ту подигли једну кућу, да се када дођу на молитву ту склоне од непогоде. Та сеоска кућа постаће прва права школа, за шта је опет заслужан газда Петко Илић. Он је водио бригу о образовању своја четири стасала сина, па је отишао у оближњу варошицу Трн, да најми учитеља. Илић је довео у село учитеља Цону Данчуловића - Танчића (из Зеленог Града) и сместио га у поменуту кућу. Ту је учитељ радећи годишње за 500 гроша, живео и учио три године 7-10 ученика. Учитељ Цона се вратио у своје место а затим отишао у кнежевину Србију у печалбу. После Цоне у месној школи су још учитељевали: Илија-Лилко Станковић, Петар Поповић (из Јарловца, код Трна), Зарко Милошевић и Ђура Јовановић - све Срби из Трна. Поповић и Милошевић су радили по пола године а Јовановић - три године дана. Уследио је онда повратак учитеља Цоне "даскала" из Зеленог Града. Било је то 21. маја 1870. године, судећи по запису који је Цона оставио у књизи "Апостолу" у месној цркви. Учитељ Цона је наставио учитељску каријеру у селу Стрелцу и Големом Боњинцу.
Када је село припало Кнежевини Србији, почиње нова ера у постојању школе. До 1880. је радио као учитељски заступник (приправник) Петар Дрваревић. Те 1880. године стигао је у село нови учитељ Тодор К. Алексић, који је до тада био на раду у Злокучанима. Идуће 1881. године ту је премештен учитељ десете класе, Милош Радовановић, који је заменио привременог колегу Алексића. Већ следеће 1882. године долази смена у лицу Јована Радукића из Студенице. Учитељ Божидар Спасић је 1886. године сео за катедру у Црвеној Јабуци. Основна школа у Црвеној Јабуци је била четвороразредна (1892).
Било је пре Другог светског рата много мештана Црвене Јабуке и Раков Дола у Београду. Живели су њих преко стотину заједно, подељени у неколико група и то свака у једном изнајмљеном стану. Стан је пре личио на препуну шупу са шталом, у којој се збило двадесетак људи. Биле су то "Београдске ћумурџије" што разносе по становима и кућама ћумур у џаковима. Живели су изузетно скромно и тешко, једући данима пасуљ и поврће, само да би бар мало уштедели да однесу својој кући кад се врате. Због тих убогих и штедљивих људи стекло се Београду, оно уверење о Пироћанцима као непревазиђеним цицијама.
Село 2013. није имало асфалтирани пут нити телефон, као ни сигнал мобилне телефоније.

## Демографија
У насељу Црвена Јабука живи 123 пунолетна становника, а просечна старост становништва износи 61,5 година (57,2 код мушкараца и 66,2 код жена). У насељу има 61 домаћинство, а просечан број чланова по домаћинству је 2,07.
Ово насеље је великим делом насељено Србима (према попису из 2002. године), а у последња три пописа, примећен је пад у броју становника.
|  |

| Демографија | Демографија | Демографија |
| Година      | Становника  | Становника  |
| ----------- | ----------- | ----------- |
| 1948.       | 856         |             |
| 1953.       | 872         |             |
| 1961.       | 841         |             |
| 1971.       | 704         |             |
| 1981.       | 456         |             |
| 1991.       | 248         | 248         |
| 2002.       | 126         | 126         |
| 2011.       | 61          |             |
| 2022.       | 17          |             |

| Етнички састав према попису из 2002.‍ | Етнички састав према попису из 2002.‍ | Етнички састав према попису из 2002.‍ | Етнички састав према попису из 2002.‍ | Етнички састав према попису из 2002.‍ |
| ------------------------------------ | ------------------------------------ | ------------------------------------ | ------------------------------------ | ------------------------------------ |
|                                      |                                      |                                      |                                      |                                      |
| Срби                                 | Срби                                 |                                      | 125                                  | 99,20%                               |
| непознато                            | непознато                            |                                      | 1                                    | 0,79%                                |

| Година пописа     | 1948. | 1953. | 1961. | 1971. | 1981. | 1991. | 2002. |
| ----------------- | ----- | ----- | ----- | ----- | ----- | ----- | ----- |
| Број домаћинстава | 143   | 137   | 156   | 158   | 135   | 96    | 61    |

| Број чланова      | 1  | 2  | 3 | 4 | 5 | 6 | 7 | 8 | 9 | 10 и више | Просек |
| ----------------- | -- | -- | - | - | - | - | - | - | - | --------- | ------ |
| Број домаћинстава | 15 | 36 | 6 | 0 | 3 | 1 | 0 | 0 | 0 | 0         | 2,07   |

| Пол    | Укупно | Неожењен/Неудата | Ожењен/Удата | Удовац/Удовица | Разведен/Разведена | Непознато |
| ------ | ------ | ---------------- | ------------ | -------------- | ------------------ | --------- |
| Мушки  | 63     | 13               | 42           | 6              | 2                  | 0         |
| Женски | 60     | 6                | 40           | 11             | 2                  | 1         |
| УКУПНО | 123    | 19               | 82           | 17             | 4                  | 1         |

| Пол    | Укупно                    | Пољопривреда, лов и шумарство | Рибарство                            | Вађење руде и камена | Прерађивачка индустрија       |
| ------ | ------------------------- | ----------------------------- | ------------------------------------ | -------------------- | ----------------------------- |
| Мушки  | 17                        | 16                            | 0                                    | 0                    | 0                             |
| Женски | 14                        | 13                            | 0                                    | 0                    | 0                             |
| УКУПНО | 31                        | 29                            | 0                                    | 0                    | 0                             |
| Пол    | Производња и снабдевање   | Грађевинарство                | Трговина                             | Хотели и ресторани   | Саобраћај, складиштење и везе |
| Мушки  | 0                         | 0                             | 1                                    | 0                    | 0                             |
| Женски | 0                         | 0                             | 0                                    | 0                    | 0                             |
| УКУПНО | 0                         | 0                             | 1                                    | 0                    | 0                             |
| Пол    | Финансијско посредовање   | Некретнине                    | Државна управа и одбрана             | Образовање           | Здравствени и социјални рад   |
| Мушки  | 0                         | 0                             | 0                                    | 0                    | 0                             |
| Женски | 0                         | 0                             | 0                                    | 0                    | 0                             |
| УКУПНО | 0                         | 0                             | 0                                    | 0                    | 0                             |
| Пол    | Остале услужне активности | Приватна домаћинства          | Екстериторијалне организације и тела | Непознато            | Непознато                     |
| Мушки  | 0                         | 0                             | 0                                    | 0                    | 0                             |
| Женски | 0                         | 0                             | 0                                    | 1                    | 1                             |
| УКУПНО | 0                         | 0                             | 0                                    | 1                    | 1                             |

## Галерија
- Уље на платну слика "Кућа у Црвеној Јабуци" аутор Винко Димитријевића
- Стара воденица
- Реновирана "Милутинова воденица"
- Етно кућа
- Улаз у цркву 2018.г.
- Једна од махала

## Познате личности
Винко Димитријевић, иконописац и друштвени радник рођен 15. априла 1960.(Црвна Јабука општина Бабушница) – премино 7. aприла 2021. године ( Пирот).